# Головино (Медведевський район)
Голо́вино (рос. Головино, марій. У Памаш) — присілок у складі Медведевського району Марій Ел, Росія. Входить до складу Люльпанського сільського поселення.

## Населення
Населення — 34 особи (2010; 56 у 2002).
Національний склад (станом на 2002 рік):
- росіяни — 96 %